# Ana Afonso de Leão
Ana Afonso de Leão (nascuda vers 1625- morta abans de 1710) fou una reina de Nkondo qui controlà els territoris de Lemba i Matari, així com els situats al llarg del riu Mbidizi al regne del Congo.
Nascuda en 1625 Ana Afonso de Leão era germana del rei Afonso Garcia II, i esposa del rei temporal Alfons II del Congo i Nkondo.
Durant la guerra civil entre els kanda Kinlaza i Kimpanzu que va sacsejar el regne del Congo entre 1665 i 1709, Ana Afonso de Leão establí un principat regional gairebé independent que aplegava els marquesats de Nkondo i Mpemba i el Ducat de Mbamba. Els territoris que controlava cap a 1682-1714 són anomenats "Els Països de la Reina".
Vídua des de 1669, s'havia retirat a Nkondo entre Ambriz i Nkusu on es considerava la Matriarca del kanda Kinlaza, en emprendre la lluita entre 1682 i 1693 el rei Manuel I. Fins 1691 Manuel I i els seus aliats Soyo van envair Nkondo i van perseguir la reina Ana Afonso. Pedro Valle de Lagrimas, primer duc de Mbamba i cosí de la reina, va anar al seu rescat però fou derrotat al maig de 1692.
Després de l'eliminació de Manuel I, dos nebots de la reina Alexis Afonso, el nou duc de Mbamba i Pedro Constantino de Silva, Marquès de Wembo, ordiren un complot contra ella per expulsar-la del poder. Va fugir i es va establir en diversos llocs, notablement a Ngandu. En setembre de 1696, dos dels seus capitans, Antonio Afonso Mpanzu a Kivasi i D. Garcia Makunga, lliuren batalla contra Pedro Constantino i recuperaren Nkondo, l'antiga residència de la Reina.
A causa de la seva ascendència reial, l'autoritat de Dona Anna va ser gran i va participar activament en negociacions encaminades a restablir la unitat del regne. En 1696, hi havia dos competidors principals Pedro IV Água Rosada rei a Kibangu i João II del Congo que van prevaler a Lemba-Bula. Les preferències de la Reina Ana anaven al seu parent João II i el març de 1696 va enviar com a ambaixador a Lemba al Pare Luc Caltanissetta João II es va negar a acceptar les condicions que es consideraven essencials per garantir una pau definitiva: la restitució de Kiowa Kia Nza, que havia pres al comte Soyo, i l'ocupació de l'antiga capital São Salvador.
Reina Ana acceptà donar suport a la candidatura d'una altra dels seus parents del kanda Kinlaza D. António Leão de Mapnzu Kinvangi, fill del rei efímer Àlvar VII del Congo. No obstant això, en la insistència del pare Francis de Pavia Finalment es declara a favor del rei de Kibangu, Pedro IV. Gràcies a la seva autoritat, els principals caps del país van jurar fidelitat a aquest rei. que va ser coronat a São Salvador en 2 d'agost de 1696. No obstant això, l'ambició d'uns pocs potentats fou un obstacle per a la seva restauració que no es va produir finalment fins al 1709.
La data de la mort de Dona Ana és desconeguda, la reina encara vivia en 1707 quan el papa Climent XI li va enviar una correspondència datada d'aquest any.

## Família
A més dels seus nebots Alexis Afonso, Pedro Constantinho da Siva i el mig-germà d'aquest darrer, el futur rei Manuel II del Congo els seus familiars també inclouen al seu fill D. Daniel marquès de Mpemba, el seu altre nebot D. Alvaro duc de Mbata a qui tractà d'imposar com a rei Nkondo entre 1700 i 1707 i la seva neboda dona Catarina, la filla de la qual, Ana, governaria el ducat d'Owando després de la mort del seu marit D. Climent.

## Font
- (portuguès) Fernando Campos « O rei D. Pedro IV Ne Nsamu a Mbemba. A unidade do Congo », dans Africa. Revista do centro de Estudos Africanos, USP S. Paulo 18-19 (1) 1995/1996 p. 159-199 & USP S. Paulo 20-21 1997/1998 p. 305-375.